# Arthuro Henrique Bernhardt
Arthuro Henrique Bernhardt (n. 27 august, 1982, Florianopolis)  este un jucător de fotbal brazilian retras din activitate. În 2008 a evoluat în Liga I, pentru Steaua București.

## Cariera
Arthuro a început să joace fotbal la echipa de tineret Criciúma Esporte Clube în Brazilia și apoi s-a transferat la Middlesbrough F.C. în Anglia. Nu și-a găsit un loc în prima echipă a englezilor, și după trei ani, în 2003, a fost transferat la Racing de Santander în Spania unde evoluează la echipa a doua și în doar șapte meciuri reușește 3 goluri în Ligă. În sezonul următor este cumpărat de Sporting de Gijón (Segunda Division) pentru care reușește să înscrie 7 goluri în 25 de prezențe.
În 2005 este achiziționat de o altă grupare spaniolă, Deportivo Alaves. În primul an adună doar șase prezențe și niciun gol, însă în cel de-al doilea sezon reușește 6 goluri în 23 de prezențe.
Pentru sezonul 2007-2008 Deportivo a decis să-l trimită sub formă de împrumut la Córdoba CF, unde reușește 10 goluri (record personal) în 34 de prezențe.
În 2008, este achiziționat de Steaua București, unde petrece doar jumătate de sezon. După despărțirea de Steaua a ajuns în Rusia, la Terek Groznîi, unde însă nu a bifat niciun meci.